# Mycetophila quadrifasciata
Mycetophila quadrifasciata är en tvåvingeart som först beskrevs av Enrico Adelelmo Brunetti 1912.  Mycetophila quadrifasciata ingår i släktet Mycetophila och familjen svampmyggor. Inga underarter finns listade i Catalogue of Life.